# Pokémon: alas del crepúsculo
Pokémon: alas del crepúsculo (薄明の翼 Hakumei no Tsubasa?) es una serie de anime original de internet japonesa producida por Studio Colorido y lanzada en YouTube por The Pokémon Company. Es una serie inspirada en los títulos Pokémon Espada y Escudo de la serie de videojuegos Pokémon, pero no forma parte de la serie de televisión. El 12 de diciembre de 2019 se anunció un total de ocho episodios para la serie. El primer episodio se lanzó el 15 de enero de 2020 y se planeó lanzar más episodios mensualmente, sin embargo, el quinto episodio se retrasó de mayo a junio debido a la pandemia de COVID-19. Esta serie, durante los primeros siete episodios, también sirve como precuela de los títulos de Espada y Escudo. En español, la serie cuenta con doblaje en inglés y subtítulos en español.
La serie concluyó inicialmente el 6 de agosto de 2020, cuando se lanzó el séptimo episodio. Sin embargo, un episodio especial titulado «La reunión de estrellas», basado en el contenido descargable de los videojuegos Pokémon Espada y Escudo, La Isla de la Armadura y Las Nieves de la Corona, se estrenó el 5 de noviembre de 2020 en japonés y posteriormente el 17 de noviembre de 2020 en español.

## Lista de episodios
| # | Título                                                                                 | Estreno en Japón       | Estreno en Hispanoamérica | Estreno en España       |
| - | -------------------------------------------------------------------------------------- | ---------------------- | ------------------------- | ----------------------- |
| 1 | «Carta» «Tegami» (手紙) España: «La carta»                                             | 15 de enero de 2020    | No emitido                | 15 de enero de 2020     |
| 2 | «Práctica» «Shugyō» (修行) España: «Entrenamiento»                                     | 18 de febrero de 2020  | No emitido                | 18 de febrero de 2020   |
| 3 | «Compañero» «Aibō» (相棒) España: «Compañero»                                          | 17 de marzo de 2020    | No emitido                | 17 de marzo de 2020     |
| 4 | «Olas de la tarde» «Yūnami» (夕波) España: «Olas del atardecer»                        | 17 de abril de 2020    | No emitido                | 21 de abril de 2020     |
| 5 | «Secretaria» «Hisho» (秘書) España: «La asistente»                                     | 5 de junio de 2020     | No emitido                | 5 de junio de 2020      |
| 6 | «Noche de luz de luna» «Tsukiyo» (月夜) España: «Claro de luna»                        | 3 de julio de 2020     | No emitido                | 3 de julio de 2020      |
| 7 | «Cielo» «Sora» (空) España: «El cielo»                                                 | 6 de agosto de 2020    | No emitido                | 6 de agosto de 2020     |
| 8 | «Festival de estrellas» «Hoshi no matsuri» (星の祭) España: «Una reunión de estrellas» | 5 de noviembre de 2020 | No emitido                | 17 de noviembre de 2020 |

## Críticas
Ciertas especies de Pokémon que inicialmente no aparecieron en los videojuegos Espada y Escudo (como Dewgong) aparecieron en el cuarto episodio de la serie animada, lo que provocó que varios fanáticos se sintieran engañados. En respuesta, The Pokémon Company emitió una disculpa pública.